# Скотт Тревіс
Марк Скотт Тре́віс (англ. Mark Scott Travis; нар. 6 вересня 1961, Норфолк, Вірджинія, США) — американський барабанщик, відомий як учасник британського хеві-метал-гурту Judas Priest, ірландського рок-гурту Thin Lizzy та супергурту Elegant Weapons. Він також був багаторічним учасником американського хеві-метал-гурту Racer X під час їхнього початкового періоду, а потім реформування аж до розпаду у 2009 році.
Як учасник гурту Judas Priest, він був включений до Зали слави рок-н-ролу у 2022 році.

## Кар'єра
Тревіс народився в Норфолку і на початку 1980-х був відомим барабанщиком на місцевій музичній сцені регіону, відомого як Гемптон-Роудс. Він грав з гуртами в клубах Норфолка, Вірджинії-Біч та Ньюпорт-Ньюса. На початку-середині 1980-х Тревіс переїхав до Каліфорнії, де грав у різних місцевих групах, таких як Hawk, згодом перейшов до гурту Racer X, який отримав визнання критиків, і дуже короткий час грав у групі Saints Or Sinners, яка згодом змінила назву на The Scream, і в якій також брали участь колеги Тревіса по Racer X Брюс Буйє та Хуан Альдерете. Його великий кар'єрний стрибок стався наприкінці десятиліття після того, як багаторічний барабанщик Judas Priest Дейв Голланд покинув гурт у 1989 році, посилаючись на особисті причини.
У своєму інтерв'ю Тревіс каже, що завжди хотів стати барабанщиком Judas Priest. У молоді роки він часто думав поставити свою ударну установку на парковці біля спорт-комплексу «Hampton Coliseum» з надією, що учасники гурту почують його гру зі свого гастрольного автобуса, але врешті-решт вирішив вручити їм свій демозапис. На той момент у Judas Priest був постійний барабанщик Дейв Голланд, якого вони не збирались міняти, але у 1989 році той покинув колектив. Тревіс дізнався про це від свого друга вокаліста і барабанщика Джеффа Мартіна, пройшов прослуховування і зразу ж отримав постійну прописку у колективі, ставши єдиним іноземцем у його складі. Перший же альбом за участі Тревіса Painkiller став знаковим не лише для гурту, але і для стилю хеві-метал у цілому. З цього часу Тревіс став незмінним барабанщиком колективу. Граючи у Judas Priest, Тревіс не припиняв співробітництва з Racer X. Він також грав у сольному проекті Роба Гелфорда Fight з 1993 до 1995 року.
Тревіс був в значній мірі відповідальний за наймання Тіма Овенса на заміну Гелфорду в Judas Priest у 1996 році. Овенс залишався в групі до возз'єднання з Гелфордом у 2003 році.
Тревіс – співавтор пісні «Cyberface», яка з'явилася на альбомі Judas Priest Demolition, що стало його першим і єдиним внеском у групу.
У квітні 2016 року Тревіс приєднався до оновленого складу Thin Lizzy на концерті возз'єднання і залишився в групі як її офіційний учасник.
Його часто вважають лівшею. Насправді він амбідекстр і грає у відкритому стилі. Його зріст – 198 см. (6'6")

## Музичне обладнання
До 2008 року Тревіс завжди використовував барабани Tama Drums. На першому етапі туру Nostradamus Tour він грав на установці Pearl, а потім перейшов на установку DW для другого етапу. Його також бачили з установкою DW на шоу NAMM зі своєю групою Racer X. Його установка DW: два бас-барабани 23"x24", 14"x6,5" малий барабан, 8 "x8", 10 "x9", 12 "x9" і 14 "x10", а також 16 "x14" і 18 "x16" підлогові томи. Тревіс грає на тарілках Paiste з травня 1987 року. Він також грає на барабанних установках Evans і використовує барабанні палички Vater.

## Дискографія

### Judas Priest
- Painkiller (1990)
- Jugulator (1997)
- '98 Live Meltdown (1998)
- Demolition (2001)
- Live in London (2003)
- Angel of Retribution (2005)
- Nostradamus (2008)
- A Touch of Evil: Live (2009)
- British Steel (перевидання) (2010)
- Redeemer of Souls (2014)
- Firepower (2018)
- Invincible Shield (2024)

### Racer X
- Second Heat (1987)
- Extreme Volume Live (1988)
- Extreme Volume II Live (1992)
- Technical Difficulties (1999)
- Superheroes (2000)
- Getting Heaver (2002)

### Fight
- War of Words (1993)
- Mutations (1994)
- A Small Deadly Space (1995)

### Hawk
- Let the Metal Live (2009)